# Paracilicaea gigas
Paracilicaea gigas is een pissebed uit de familie Sphaeromatidae. De wetenschappelijke naam van de soort is voor het eerst geldig gepubliceerd in 1928 door John Gilbert Baker.